# Koczek

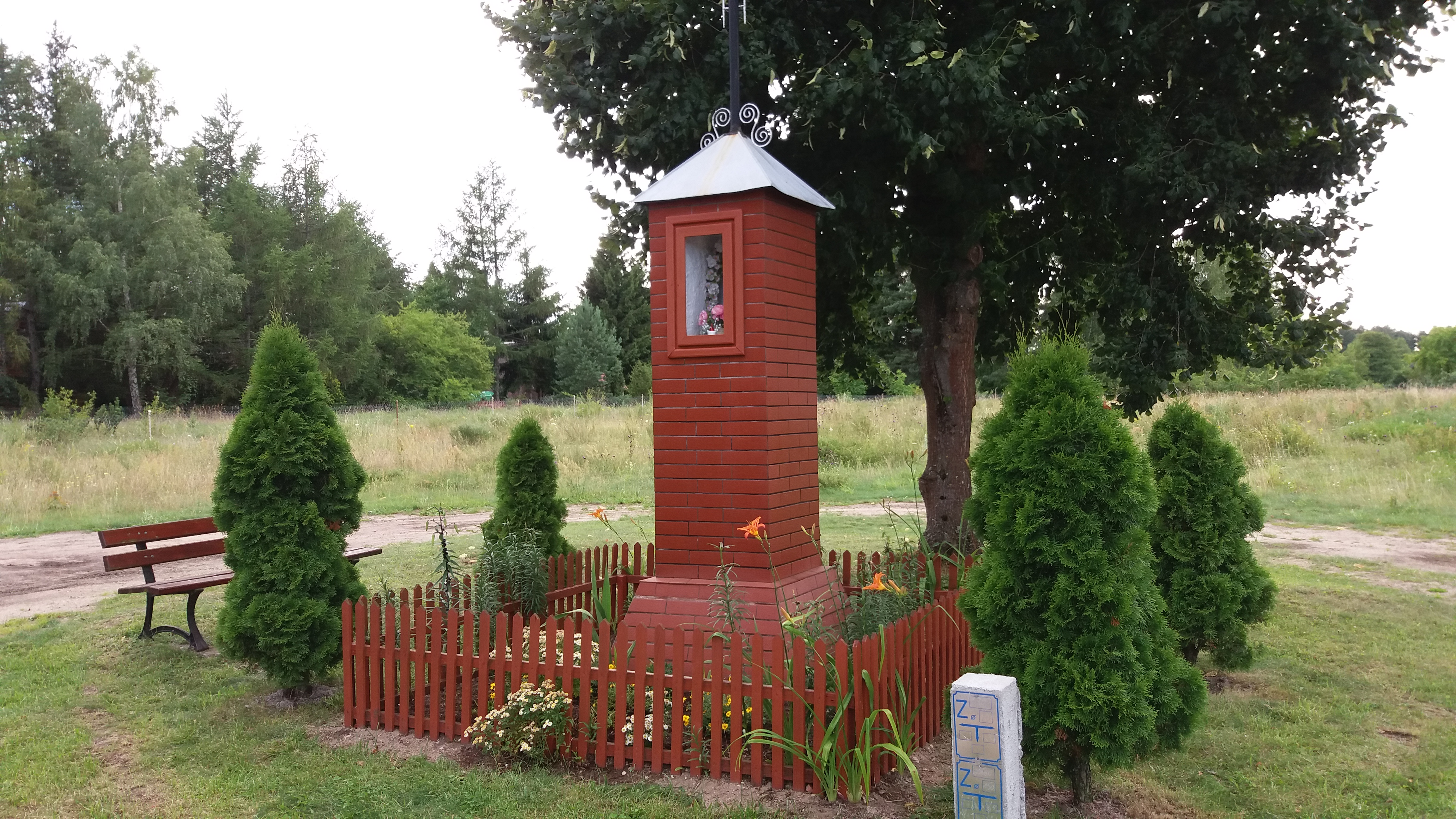
Kapliczka. 2017 r.

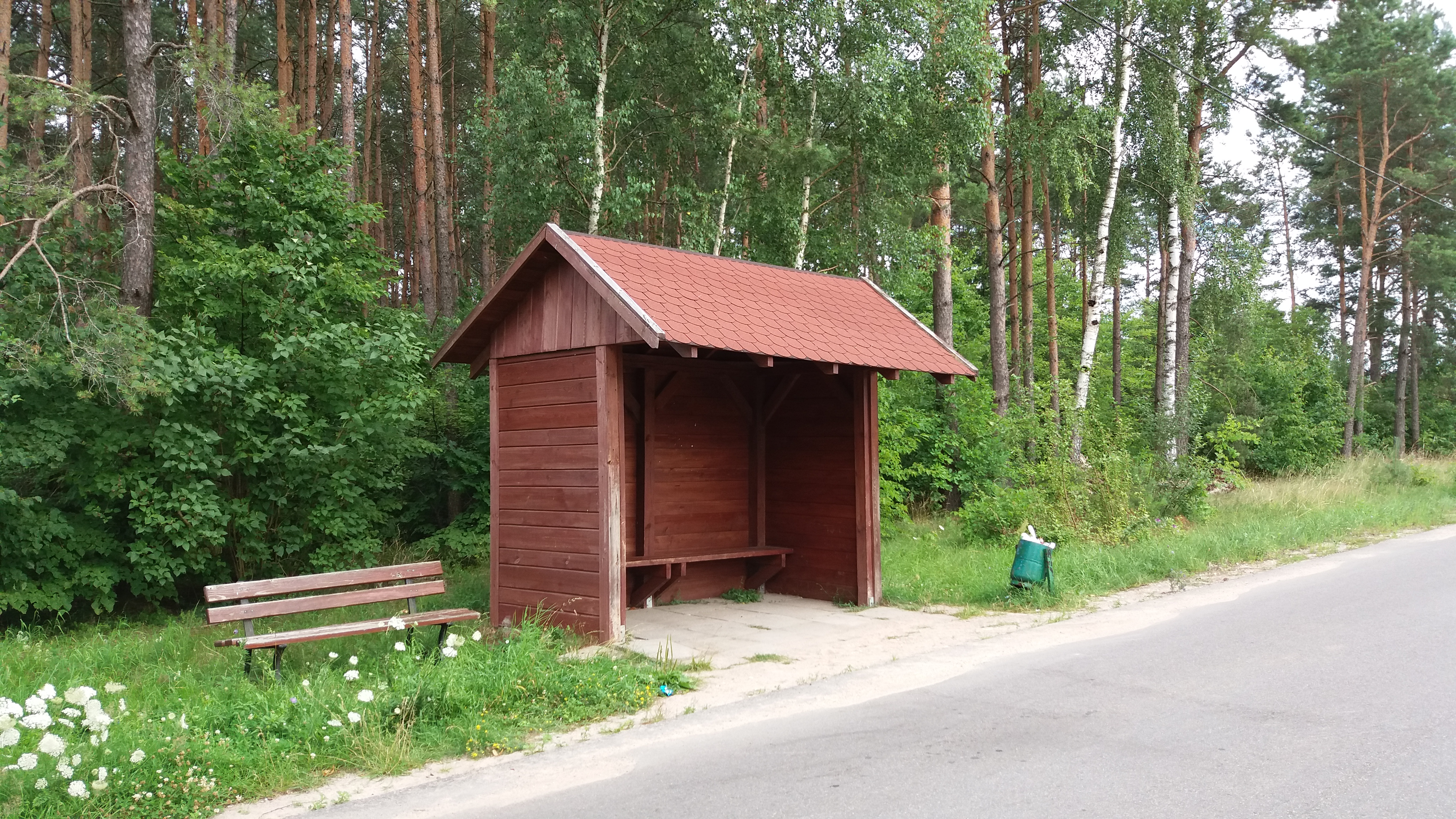
Przystanek autobusowy. 2017 r.

Koczek (niem. Waldersee, do 1905 Kotzek) – wieś w Polsce, w województwie warmińsko-mazurskim, powiecie szczycieńskim, gminie Świętajno. Położona jest nad Krutynią (dawniej na odcinku Jezioro Spychowskie - Jezioro Zdróżno znaną jako ,,Spychowska Struga") oraz jeziorami Zdróżno i Uplik. W pobliżu południowych granic wsi znajduje się Jezioro Kierwik i kanał łączący je z Krutynią.

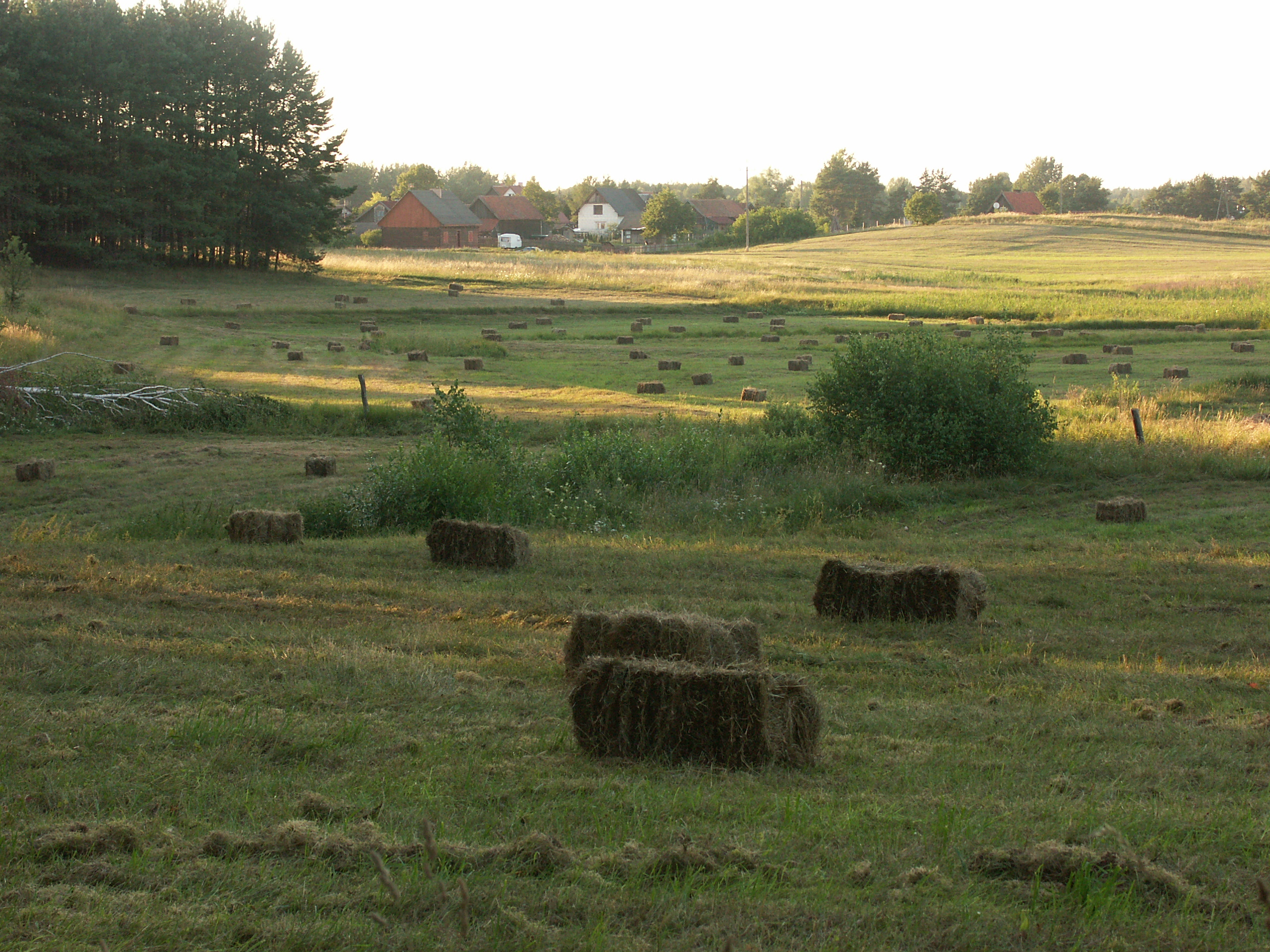

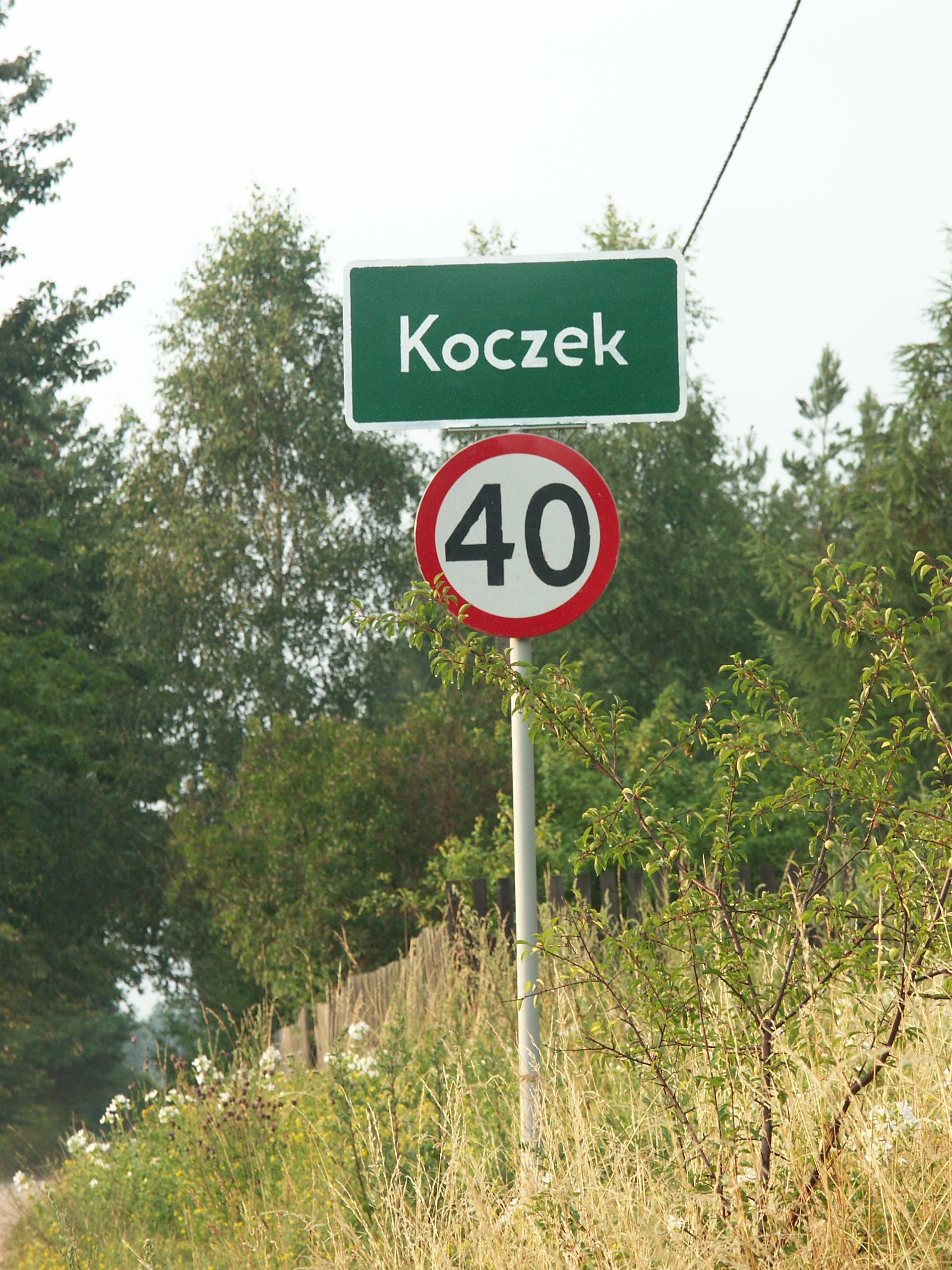

W latach 1975–1998 miejscowość administracyjnie należała do województwa olsztyńskiego. Koczek leży u granic Puszczy Piskiej. 

## Linki zewnętrzne

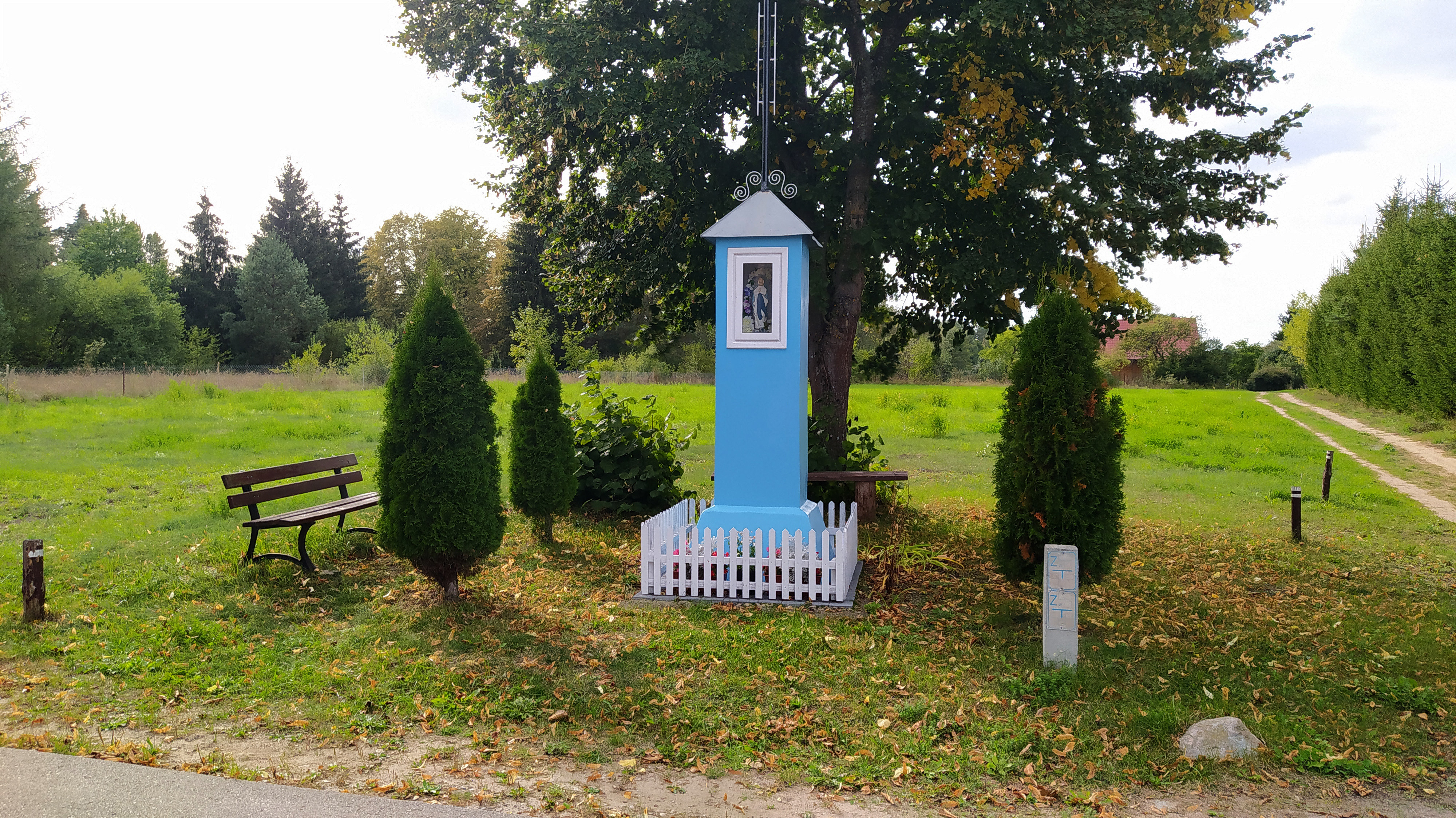
Kapliczka 2020 r.

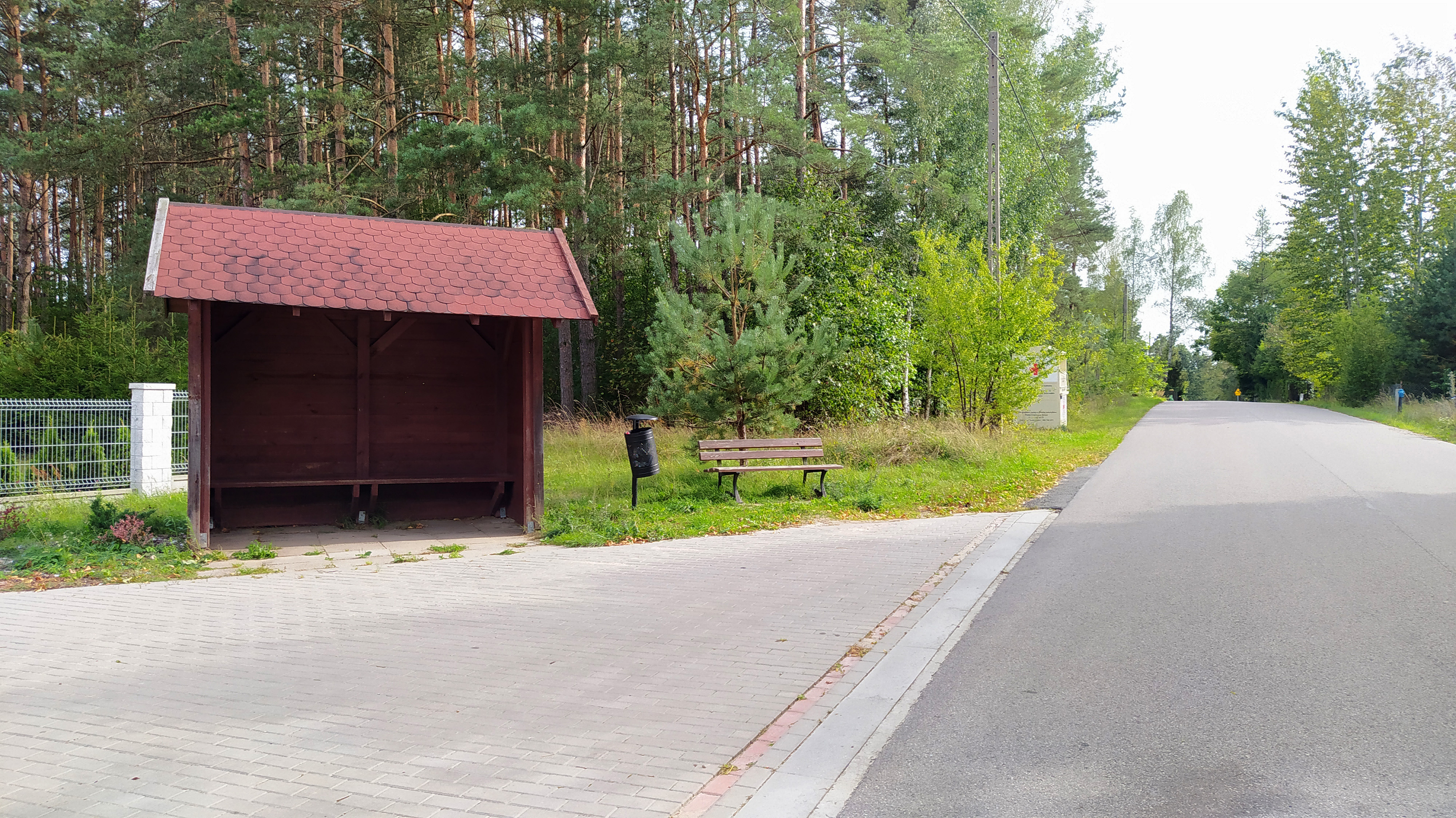
Przystanek autobusowy w Koczku (2020 r.)

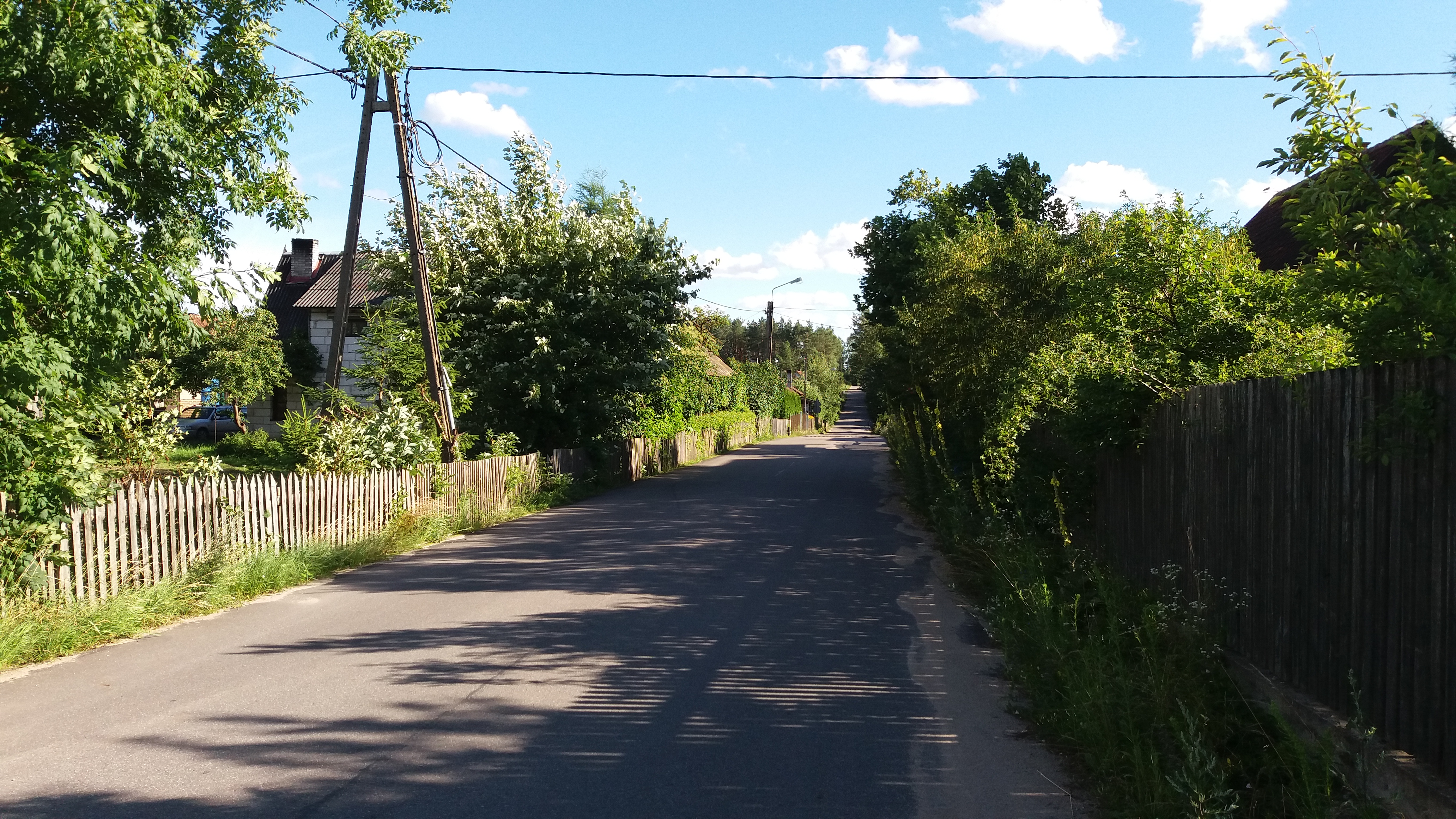
Droga w Koczku. 2017 r.